# Karl Czerny
Karl Czerny (Ausztria, 1904 –?) osztrák nemzetközi labdarúgó-játékvezető.

## Pályafutása

### Nemzetközi játékvezetés
Az Osztrák labdarúgó-szövetség Játékvezető Bizottsága (JB) terjesztette fel nemzetközi játékvezetőnek, a Nemzetközi Labdarúgó-szövetség (FIFA) 1948-tól tartotta nyilván bírói keretében. Több nemzetek közötti válogatott és klubmérkőzést vezetett, vagy működő társának partbíróként segített. Az aktív nemzetközi játékvezetéstől 1948-ban a  búcsúzott. Válogatott mérkőzéseinek száma: 1.

## Statisztika

### Nemzetközi válogatott mérkőzése
| #  | Dátum             | Helyszín                    | Hazai        | Eredmény | Vendég   | Kiírás      | Gólok | Esemény |
| -- | ----------------- | --------------------------- | ------------ | -------- | -------- | ----------- | ----- | ------- |
| 1. | 1948. április 22. | Budapest, Üllői úti stadion | Magyarország | 7 – 4    | Svájc    | Európa-kupa | -     |         |
|    | Összesen          |                             |              | 1        | mérkőzés |             |       |         |